# Karl Wahl (Bildhauer)
Karl Wahl (* 18. Dezember 1882 in Karlsruhe; † 6. November 1943 in Straßburg) war ein deutscher Bildhauer.
Karl Wahl studierte an den Staatlichen Kunstakademien Karlsruhe (als Meisterschüler von Herman Volz) und Stuttgart. Als „Gebrüder Wahl“ war er gemeinsam mit seinem Bruder Heinrich Wahl als freischaffender Bildhauer in Karlsruhe tätig.

## Werke

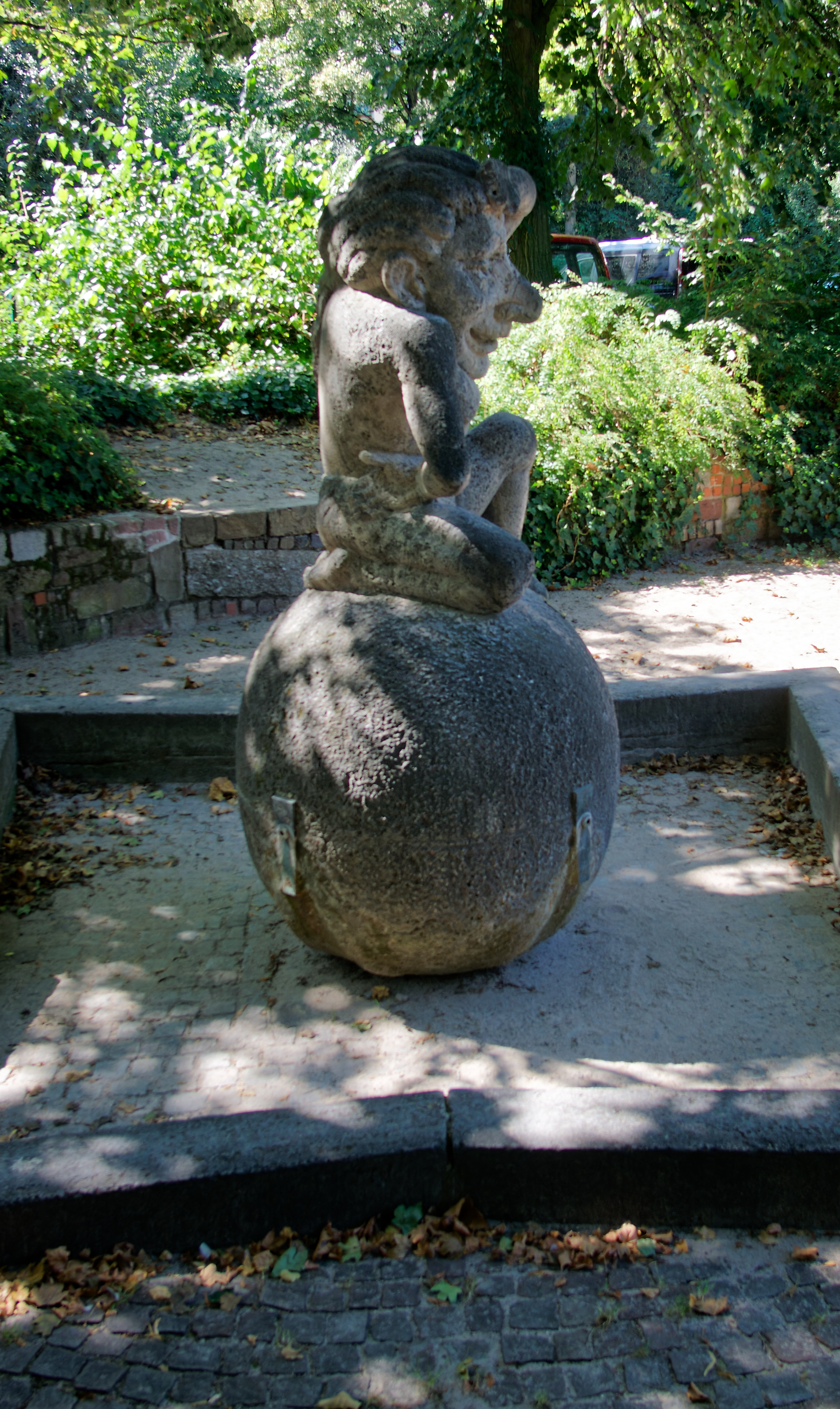
Zwerg-Nase-Brunnen, Karlsruhe

- Volkshaus Karlsruhe, Eingangsrelief, 1927.[2]
- Zwerg-Nase-Brunnen in Karlsruhe, Entwurf Karlsruher Stadtbaudirektor Friedrich Beichel, ausgeführt von Karl Wahl, 1930.
- Gefallenendenkmal Völkersbach, 1938.[3]